# Seseli hippomarathrum
Hästsilja (Seseli hippomarathrum) är en flockblommig växtart som beskrevs av Nikolaus Joseph von Jacquin. Seseli hippomarathrum ingår i släktet säfferötter, och familjen flockblommiga växter. Inga underarter finns listade i Catalogue of Life.

## Bildgalleri

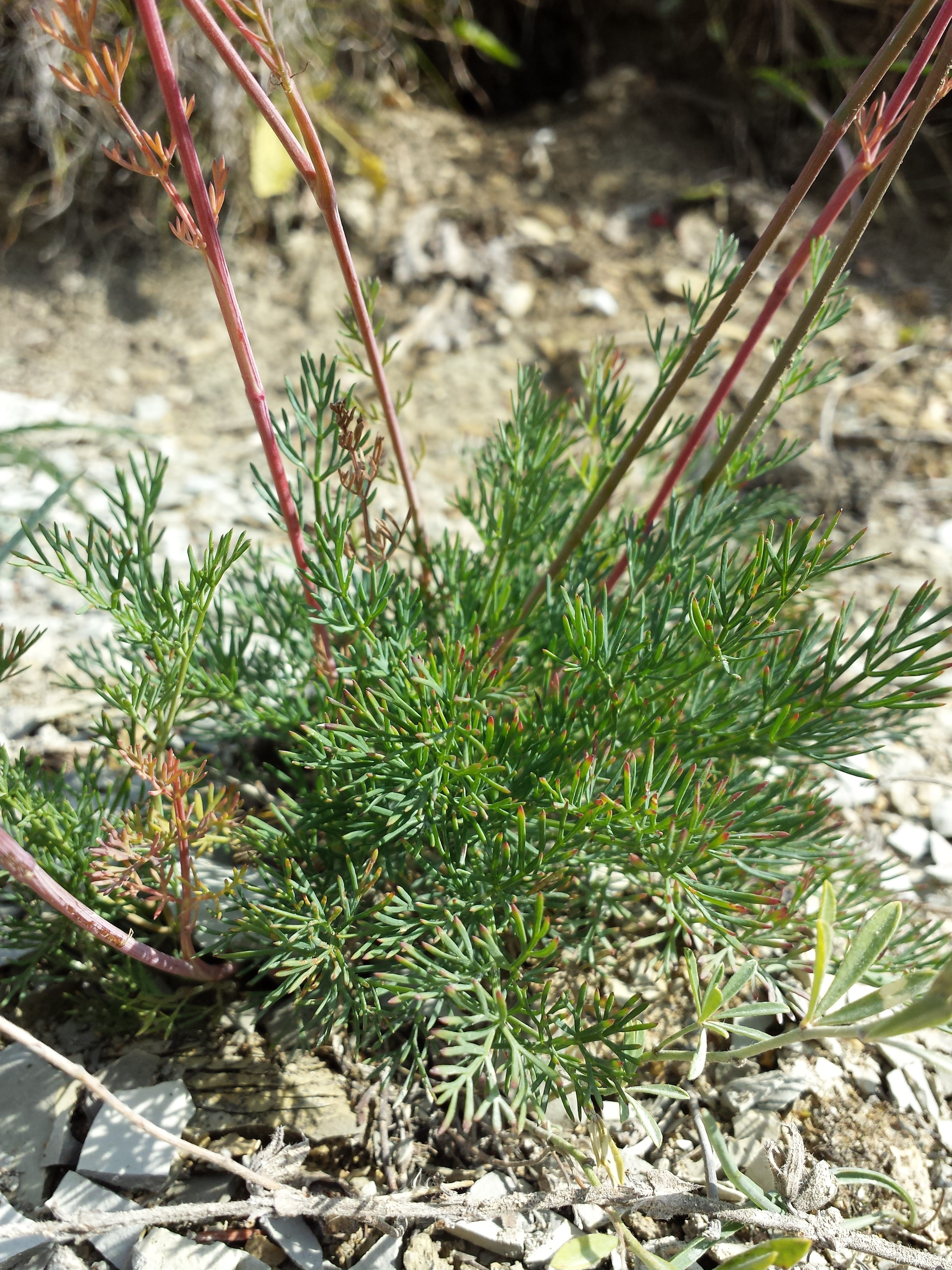